# Кипрей ложнокраснеющий
Кипре́й ложнокрасне́ющий (лат. Epilóbium pseudorubéscens) — многолетнее травянистое растение, вид рода Кипрей (Epilobium) семейства Кипрейные (Onagraceae).
Вероятно, вид европейского происхождения (первоначально занесён в Южную Швецию в начале XX века) из первично американской группы Epilobium ciliatum Raf.

## Ботаническое описание
Многолетнее травянистое растение.

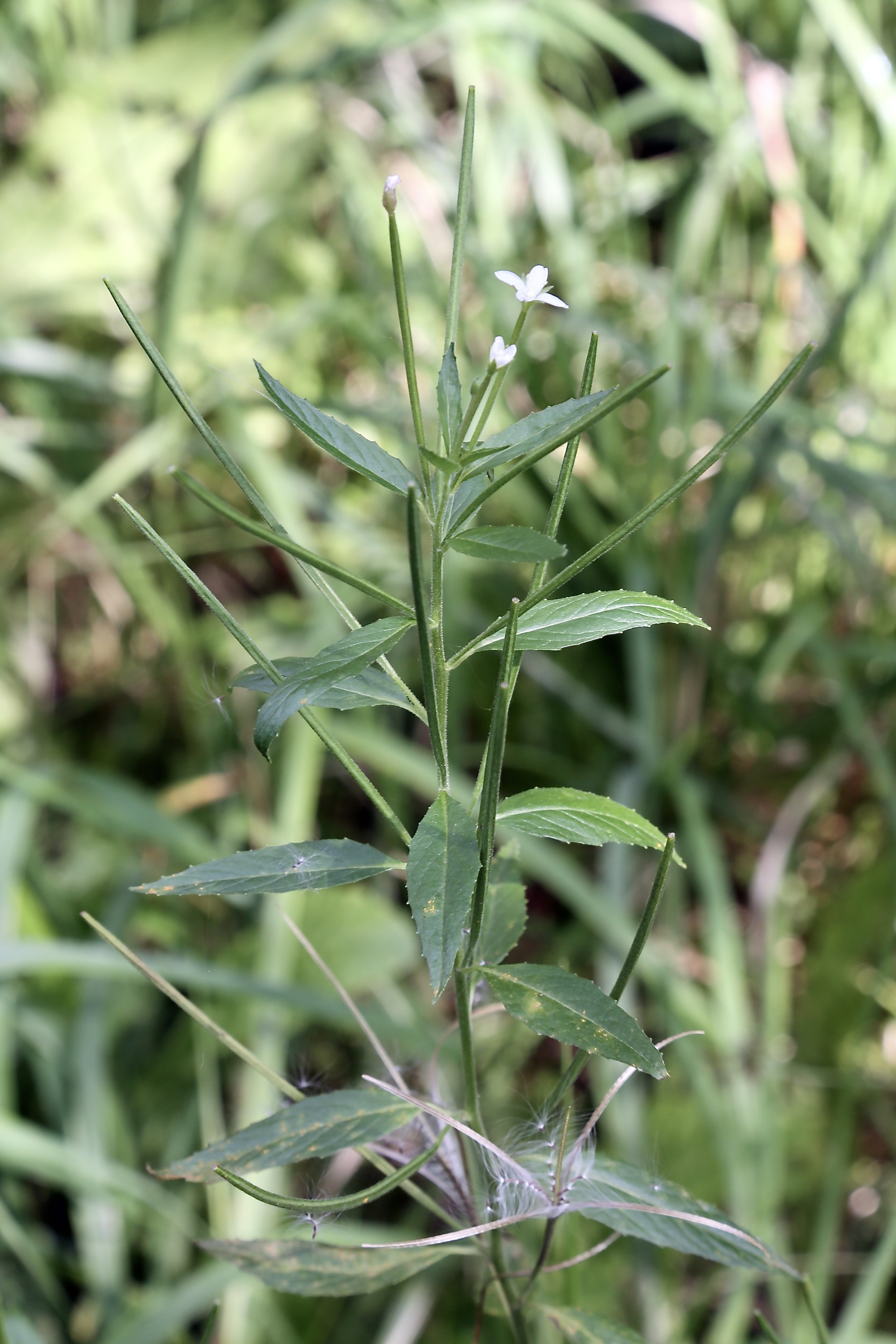
Верхушка растения с цветами и плодами

Стебель прямой, простой или ветвистый, 30—100 см высотой, часто краснеющий (отсюда и видовой эпитет).
Нижние листья яйцевидно-ланцетные, выше — ланцетные, неправильно мелкозубчатые.
Цветки мелкие, с узкими, белыми, иногда (особенно сухие) снаружи розоватыми лепестками с вырезом на конце.
Коробочка коричнево-красная, 3—4 мм длиной, с мелковолосистым опушением. Семена на спинке (выпуклой стороне) с узкими продольными, обычно белесоватыми гребешками; на широком конце с полупрозрачной коронкой, к которой крепятся волоски паппуса.
От близкого вида близок к Epilobium adenocaulon Hausskn. = Epilobium ciliatum subsp. ciliatum отличается более узкими ланцетными листьями, белыми (а не розовыми) цветками с более узкими лепестками и в среднем более крупными семенами.

## Распространение
Ареал охватывает Скандинавию, Центральную Европу. Предковые формы имеют естественный ареал в Северной Америке.
В России вид стал обычным высокоактивным адвентивом, быстро расселяется по областям Средней полосы, всё чаще встречается в ряде регионов Западной и Восточной Сибири (юг) и на Дальнем Востоке.
Впервые на территории России вид найден 1950 году в Карелии в Сортавале и Петрозаводске. В Московском регионе обнаружен в 1959 году. В 1988 году собран в окрестностях Читы и на Амуре между Хабаровском и Комсомольском-на-Амуре.

## Экология
Произрастает на разнообразных, преимущественно рудеральных местообитаниях: у дорог, на газоных и пустырях в населенных пунктах, по берегам водоёмов, в засорённых лесах.

## Биология
Цветёт в июне-августе, плодоносит в августе—сентябре. Облигатный самоопылитель. Раннелетние проростки цветут и дают семена уже на первом году. Может размножаться вегетативно дочерними розетками.

## Значение
Частое сорное растение контейнерных культур, фруктовых плантаций, садов и огородов. Сокращает биоразнообразие естественных ценозов.
Внесён в «Чёрную книгу флоры Средней России». Поскольку серьёзного экономического ущерба вид не наносит, борьба с ним ведётся только в локальных масштабах путём прополки.

## Классификация

### Таксономическое положение
- Epilobium pseudorubescens A.K.Skvortsov, 1995, Byull. Moskovsk. Obshch. Isp. Prir., Otd. Biol. 100(1): 75[7].

Первоначальное отнесение этого растения к E. rubescens Rydb., несомненно, ошибочно.

Вид Кипрей ложнокраснеющий входит в род Кипрей (Epilobium) семейства Кипрейные (Onagraceae) порядка Миртоцветные (Myrtales) последовательно входящий в клады Мальвиды → Розиды → Суперрозиды → Эвдикоты → Цветковые растения. Таксономическая схема в соответствии с Системой APG IV по состоянию на декабрь 2023 года:
|  |                          |  |                                   |                                   |                     |  | еще 8 семейств | еще 8 семейств |                            |  |  |  | еще 261 подтвержденный вид и 147 таксонов в статусе "неподтвержденных" |
|  |                          |  |                                   |                                   |                     |  | еще 8 семейств | еще 8 семейств |                            |  |  |  | еще 261 подтвержденный вид и 147 таксонов в статусе "неподтвержденных" |
|  |                          |  |                                   | порядок Миртоцветные              |                     |  |                |                | род Кипрей                 |  |  |  |                                                                        |
|  |                          |  |                                   | порядок Миртоцветные              |                     |  |                |                | род Кипрей                 |  |  |  |                                                                        |
|  | клада Цветковые растения |  |                                   |                                   | семейство Кипрейные |  |                |                | вид Кипрей ложнокраснеющий |  |  |  |                                                                        |
|  | клада Цветковые растения |  |                                   |                                   | семейство Кипрейные |  |                |                |                            |  |  |  |                                                                        |
|  |                          |  | ещё 63 порядка цветковых растений | ещё 63 порядка цветковых растений |                     |  |                | еще 21 род     | еще 21 род                 |  |  |  |                                                                        |
|  |                          |  |                                   | ещё 63 порядка цветковых растений |                     |  |                |                | еще 21 род                 |  |  |  |                                                                        |

### Синонимы
- Epilobium rubescens non Rydb. auct
- Epilobium ciliatum non Raf. auct